# Chembur

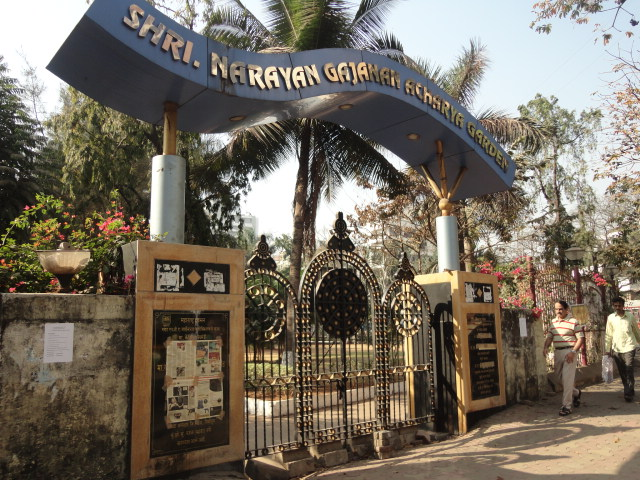
Diamond Garden, Chembur

Chembur (em marata: मराठी; em hindi: हिन्दी) é uma área urbana da cidade indiana de Bombaim, situada cerca de 20 km a norte-nordeste do centro da cidade. Ocupa aquilo que no passado era a parte noroeste da ilha de Trombaim.

## História
Alguns estudiosos teorizaram que Chembur pode ser identificada com a Saimur mencionado por escritores árabes entre 915 e 1137, a Sibor de Cosme Indicopleustes (535), a Chemula das inscrições das Cavernas de Kanheri (300–500), a Simula do Périplo do Mar Eritreu (247), a Simula ou Timula de Ptolemeu (século II) ou até mesmo a Perimula de Plínio, o Velho (século I). No entanto estas teorias são controversas e também se diz que Chembur é uma referência á Chevul situada na foz do rio Kundalika, em Maharashtra continental.
O Bombay Presidency Golf Club foi criado em Chembur em 1827, tendo sido resconstruído mais tarde para cumprir os padrões internacionais. Não se conhece mais atividade na área até ter sido construída a linha ferroviária Kurla-Chembur para comboios de lixo. Esta linha foi depois aberta ao tráfego de passageiros em 1924. A partir da década de 1920 houve bastante atividade de construçãoe em 1945 Chembur passou a fazer parte da Grande Bombaim. A industrialização de Trombaim durante e depois da Segunda Guerra Mundial levou ao aumento da procura de casas e ao crescimento de Chembur. Depois da independência Chembur foi um dos locais onde foram criados campos de refugiados provocados pela Partição.
A construção entre 1955 e 1958 pelo Gabinete de Habitação de Bombaim (Bombay Housing Board) de Station Colony (Subhash Nagar), Shell Colony (Sahakar Nagar) e de Township Colony (Tilak Nagar) mudou completamente a área, que deixou de ser apenas um subúrbio industrial para passar a ser também uma zona residencial. Em Chembur estão instaladas várias indústrias químicas, refinarias e uma central termoelétrica, que estão na origem de acentuada poluição do ar, solo e água, nomeadamente por metais pesados como arsénico, mercúrio e outros, com graves consequências para os humanos, águas subterrâneas e solo. Em 2009, Chembur estava classificada como o 46º local mais poluído da Índia. Tem havido vários protestos dos residentes contra essa situação, que além dos restantes problemas ambientais, também está na origem de problemas de saúde.